# Stranden (dokumentarfilm)
|  | Denne artikel er oprettet af botten Steenthbot ud fra en ekstern database. Den kan derfor have sproglige fejl eller mangler. Denne skabelon kan fjernes efter kontrol af indholdet. |

Stranden er en dansk naturfilm fra 1962 instrueret af Tue Ritzau efter eget manuskript.

## Handling
En skildring af fuglelivet ved de danske strande forår og sommer. Derudover en optagelse fra Thorup Strand på den jyske vestkyst, hvor kutterne trækkes op på land efter dagens fisketur.